# Bund treuer Eidgenossen nationalsozialistischer Weltanschauung
Der Bund treuer Eidgenossen nationalsozialistischer Weltanschauung (BTE) war eine politische Partei der Schweiz, die der Frontenbewegung angehörte.

## Geschichte
Am 22. März 1938 wurde der BTE von Alfred Zander gegründet. Der BTE ging wie die Eidgenössische Soziale Arbeiterpartei (ESAP) aus der Nationalen Front hervor. Weitere Gründungsmitglieder waren Hans Oehler, Wolf Wirz, Hans Robert Jenny und Benno Schaeppi.
Der BTE wurde gegründet, weil man der Nationalen Front vorwarf, nicht mehr auf der ideologischen Linie des Nationalsozialismus zu sein. Insgesamt umfasste der BTE etwa 175 Mitglieder.
Etwa Anfang Mai 1938 gründete Bruno Oswald in Bern eine Ortsgruppe mit etwa 25 Mitgliedern. Das Parteilokal befand sich an der Junkerngasse 51, wo sich die Mitglieder zweimal pro Woche trafen.
Im Juni 1938 führte der BTE zwei Flugblattaktionen durch, in deren erster drei Juden namentlich genannt und diffamiert wurden und in deren zweiter zum nationalsozialistischen Freiheitskampf aufgerufen wurde.
Das Sekretariat des Schweizerischen Israelitischen Gemeindebundes (SIG) der Stadt Bern kontaktierte daraufhin den Präsidenten des SIG, Saly Mayer. Der SIG verzichtete zwar auf weitere Schritte, informierte jedoch die Stadtpolizei Bern über die Vorgänge.
Im September 1938 traf Zander Adolf Hitler am Nürnberger Parteitag der NSDAP und äusserte öffentlich die Idee, dass sich die Schweiz dem Deutschen Reich anschliessen sollte. Nach der Rückkehr aus Deutschland wurde Zander von der schweizerischen Polizei verhaftet.
Im Juli 1939 wurden die Anführer und Mitglieder der BTE zu Gefängnisstrafen verurteilt.
Am 22. Oktober 1940 wurde der BTE auf Weisung aus Deutschland aufgelöst, und die Mitglieder schlossen sich, zusammen mit den Mitgliedern der ESAP, zur Nationalen Bewegung der Schweiz zusammen.

## Politische Ausrichtung
Der BTE war sehr deutschlandfreundlich, antisemitisch, antibolschewistisch und trat für einen Anschluss der Schweiz an das nationalsozialistische Deutsche Reich ein.

## Zeitschriften
- Schweizerdegen (mit Geldern aus Deutschland finanziert)
- Nationale Hefte